# Jean-Baptiste Boussingault

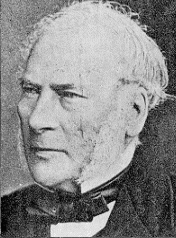
Jean-Baptiste Boussingault

Jean-Baptiste (Joseph Dieudonné) Boussingault (* 2. Februar 1802 in Paris; † 11. Mai 1887 ebenda) war ein französischer Chemiker und Agrarwissenschaftler.

## Leben und Wirken
Jean-Baptiste Boussingault, Sohn eines Kaufmanns, ging nach dem Studium als Bergbauingenieur 1821 im Auftrag einer englischen Firma nach Südamerika. Hier beschäftigte er sich vorrangig mit geologischen Untersuchungen. Auf Empfehlung Alexander von Humboldts unternahm er ausgedehnte Forschungsreisen in Südamerika und erwarb sich hohes wissenschaftliches Ansehen. Sein Versuch, 1831 zusammen mit den englischen Colonel und Journalisten Francis Hall († 1833) den Chimborazo zu besteigen, scheiterte jedoch. 1832 kehrte er nach Frankreich zurück. 1834 wurde er Professor für Chemie in Lyon, 1839 erhielt er einen Lehrstuhl für landwirtschaftliche und analytische Chemie am Konservatorium in Paris.
Bereits 1836 hatte Boussingault ein Landgut bei Pechelbronn/Elsass gekauft und dort eine landwirtschaftliche Versuchsstation eingerichtet. Hier beschäftigte er sich mit Problemen der Tierernährung und der Photosynthese, vor allem aber mit Fragen der Bodenfruchtbarkeit, der Fruchtfolge und der Düngung. Sein besonderes Interesse galt dabei der Stickstoffernährung der Pflanzen. Das ehemalige Kloster Liebfrauenberg bei Gœrsdorf, das seine Frau 1842 geerbt hatte, baute er zur Familienresidenz und zum persönlichen Labor aus, wo er während der Sommermonate seinen Forschungen nachging. Die einstigen Mönchszellen wurden zu Wohn- und Schlafräumen umgebaut, aus der Kapelle wurde das Laboratorium und das Kirchenschiff diente als Warenlager.
1837 führte Boussingault Gefäßversuche mit Leguminosen durch. Ohne zusätzliche Stickstoffdüngung konnte er dabei in der geernteten Pflanzenmasse hohe Stickstoffgewinne nachweisen. Er folgerte daraus, dass die Pflanzen während ihres Wachstums Stickstoff aus der Luft aufnehmen. Obgleich er aufgrund von Ergebnissen anderer Experimente später von dieser Schlussfolgerung wieder abrückte, waren seine Versuche aus dem Jahre 1837 die Geburtsstunde der Idee von einer biologischen Fixierung elementaren Luftstickstoffs durch Pflanzen. Erst 1886 konnte Hermann Hellriegel die Richtigkeit dieser Idee überzeugend nachweisen. Ebenfalls 1837 prägte Boussingault, basierend auf Experimenten mit Schweröl aus den Pechelbronner Schichten, die heute noch gebräuchliche Bezeichnung Asphalten für bestimmte nicht-flüchtige Erdölkomponenten.
Boussingault war aber nicht nur ein herausragender Chemiker, sondern auch ein praxiserfahrener Landwirt, der sein Gut nach wissenschaftlichen Grundsätzen bewirtschaftete. Mit seinem Buch Économie rurale (2 Bände, Paris 1844 und 1845), das in mehrere Sprachen übersetzt wurde – auch eine deutschsprachige Ausgabe ist erschienen – hat er die Entwicklung der Pflanzenernährung, der Bodenkunde und des Pflanzenbaus zu eigenständigen Agrardisziplinen nachhaltig beeinflusst.
1848 wurde Boussingault als gemäßigter Republikaner in die Nationalversammlung gewählt und drei Jahre später aufgrund seines politischen Engagement aus dem akademischen Lehrdienst entlassen, aber nach energischen Protesten seiner Kollegen wieder eingestellt.
1839 wurde er mit Unterstützung Humboldts zum Mitglieder der Académie des sciences in Paris gewählt, ab 1856 war er korrespondierendes Mitglied der Preußischen Akademie der Wissenschaften, ab 1878 assoziiertes Mitglied der Académie royale des Sciences, des Lettres et des Beaux-Arts de Belgique und ab 1883 Mitglied der National Academy of Sciences.

## Hauptwerk
- Die Landwirthschaft in ihren Beziehungen zur Chemie, Physik und Meteorologie. Deutschsprachige Ausgabe von Èconomie rurale, übersetzt von N. Graeger. 2 Bände. Halle 1844 u. 1845; 2. Auflage. ebd.; Band  3 1851 u. Band  4 = Supplement-Band auch unter dem Titel Beiträge zur Agrikulturchemie und Physiologie, ebd. 1856.

## Ehrungen
- 1878 wurde ihm für seine Verdienste um die Wissenschaft die Copley Medal verliehen
- Der Mondkrater Boussingault sowie das Mineral Boussingaultit sind nach ihm benannt.[6]
- Die Pflanzengattung Boussingaultia Kunth aus der Familie der Basellgewächse (Basellaceae) ist nach ihm benannt worden.[7]